# بطباط رصاصي
بطباط رصاصي أو قوطية (الاسم العلمي:Polygonum plebeium) هي نوع من النباتات يتبع جنس البطباط من فصيلة البطباطية.